# Ársia
El ársia o arsina (del latín arsum, ‘quemar’) era uno de los malos usos señoriales que existía en la Corona de Aragón durante la Edad Media. Obligaba a la familia campesina a quién se le hubiera incendiado la casa accidentalmente a entregar un tributo, que en el obispado de Gerona era un tercio de los bienes muebles que le quedaran (incluido créditos y ganado), al señor feudal, en castigo por su «descuido».
Ya existía un precedente similar en la legislación de los tiempos visigóticos, pero es a partir del siglo XI que este mal uso se encuentra generalizado en Cataluña. En 1486 la Sentencia Arbitral de Guadalupe incluyó a la ársia en la lista de malos usos tradicionalmente aplicados sobre los siervos, que a partir de ese momento podrían anular si a cambio pagaban la compensación estipulada a su señor. 